# Биологическая кибернетика
Биологическая кибернетика (более точно кибернетическая биология) представляет собой научную дисциплину, в которой идеи и методы кибернетики применяются для изучения процессов саморегуляции в биологии и физиологии.
Биологическая кибернетика изучает закономерности управления, хранения, переработки и передачи информации в живых системах.

## Категории
- Биокибернетика — изучение всего живого организма.
- Нейрокибернетика — кибернетика, имеющая дело с неврологическими моделями. (Её следует отличать от психокибернетики (Psycho-Cybernetics) — не научной дисциплины, а термина, предложенного Максвеллом Мальцем[англ.] в ставшей бестселлером одноимённой книге для обозначения психотерапевтического подхода к изменению восприятия самого себя.)
- Молекулярная кибернетика — кибернетика, имеющая дело с молекулярными системами.
- Клеточная кибернетика — кибернетика, имеющая дело с клеточными системами.
- Эволюционная кибернетика — изучение эволюции информационных систем (см. также: эволюционное программирование, эволюционные алгоритмы).